# Крейн, Мартин Макналти
Мартин Макналти Крейн (англ. Martin McNulty Crane; 17 ноября 1855, Графтон, округ Тейлор, Западная Виргиния — 3 августа 1943, Даллас, Техас) — американский политик, 18-й вице-губернатор Техаса (1893—1895).

## Биография
Мартин Макналти Крейн родился 17 ноября 1855 года в Графтоне (округ Тейлор, штат Западная Виргиния) в семье Мартина Крейна и Мэри Крейн (урождённой Макналти). Когда ему было четыре года, умерла его мать, после чего отец уехал с ним в Теннесси, а затем в Кентукки. В 1860 году скоропостижно скончался его отец. После этого в течение 10 лет его растили и воспитывали друзья его семьи.
В возрасте 17 лет Крейн переехал в округ Джонсон штата Техас. Он продолжал учёбу, и в 1877 году получил право на юридическую практику, а в 1878 году стал прокурором. 22 января 1879 года он женился на Юлле Олатии Тейлор (Eulla Olatia Taylor). Впоследствии у них было пять дочерей и три сына.
В 1884 году Крейн был избран в Палату представителей Техаса и работал в легислатуре штата с 1885 по 1887 год, после чего опять возвратился к юридической практике. В 1890 году от демократической партии он был избран в Сенат Техаса и проработал сенатором с 1891 по начало 1893 года.
В 1892 году Крейн участвовал в губернаторских выборах в качестве кандидата на пост вице-губернатора Техаса, в паре с действующим губернатором Техаса Джеймсом Стивеном Хоггом. Они одержали победу, и Крейн проработал вице-губернатором с января 1893 года по январь 1895 года. После того как он не стал выдвигаться на второй срок, он был избран Генеральным прокурором Техаса, и проработал на этой должности до 1899 года.
В 1899 году Крейн окончательно вернулся к своей юридической практике, и в последующие 44 года продолжал работать в основанной им юридической фирме в Далласе. В некоторых случаях к нему обращались за советом и содействием техасские политики — в частности, в 1917 году Крейн участвовал в подготовке процедуры импичмента губернатора Джеймса Фергюсона, а в 1918 году консультировал губернатора Уильяма Петтуса Хобби по вопросам, связанным с введением сухого закона.
Мартин Макналти Крейн скончался 3 августа 1943 года и был похоронен на кладбище Гроув-Хилл (англ. Grove Hill Memorial Park ) в Далласе.